# Алекс Колвілл
Девід Александр Колвілл (англ. David Alexander Colville, відомий як Алекс Колвілл, англ. Alex Colville; 24 серпня 1920, Торонто — 16 липня 2013, Вулфвілл, Нова Шотландія) — канадський живописець, графік, дизайнер і педагог. Почавши кар'єру як фронтовий художник, згодом зосередився на зображенні навколишнього повсякденного життя з елементами магічного реалізму. Були виставки в Національній галереї Канади, Художній галереї Онтаріо, Монреальському музеї образотворчих мистецтв, представляв Канаду на Венеціанській бієнале (1966), автор дизайну ювілейних монет до 100-річчя Канади та Медалі генерал-губернатора. Канцлер Університету Акадія. Компаньйон ордена Канади (1982), лауреат Премії генерал-губернатора в галузі образотворчих мистецтв (2003).
У 21-му сторіччі творчість Колвілла була перевідкрита (англ. rediscovered) під несподіваним поглядом, її порівнюють зі стилізованою низькополігональною графікою.

## Біографія

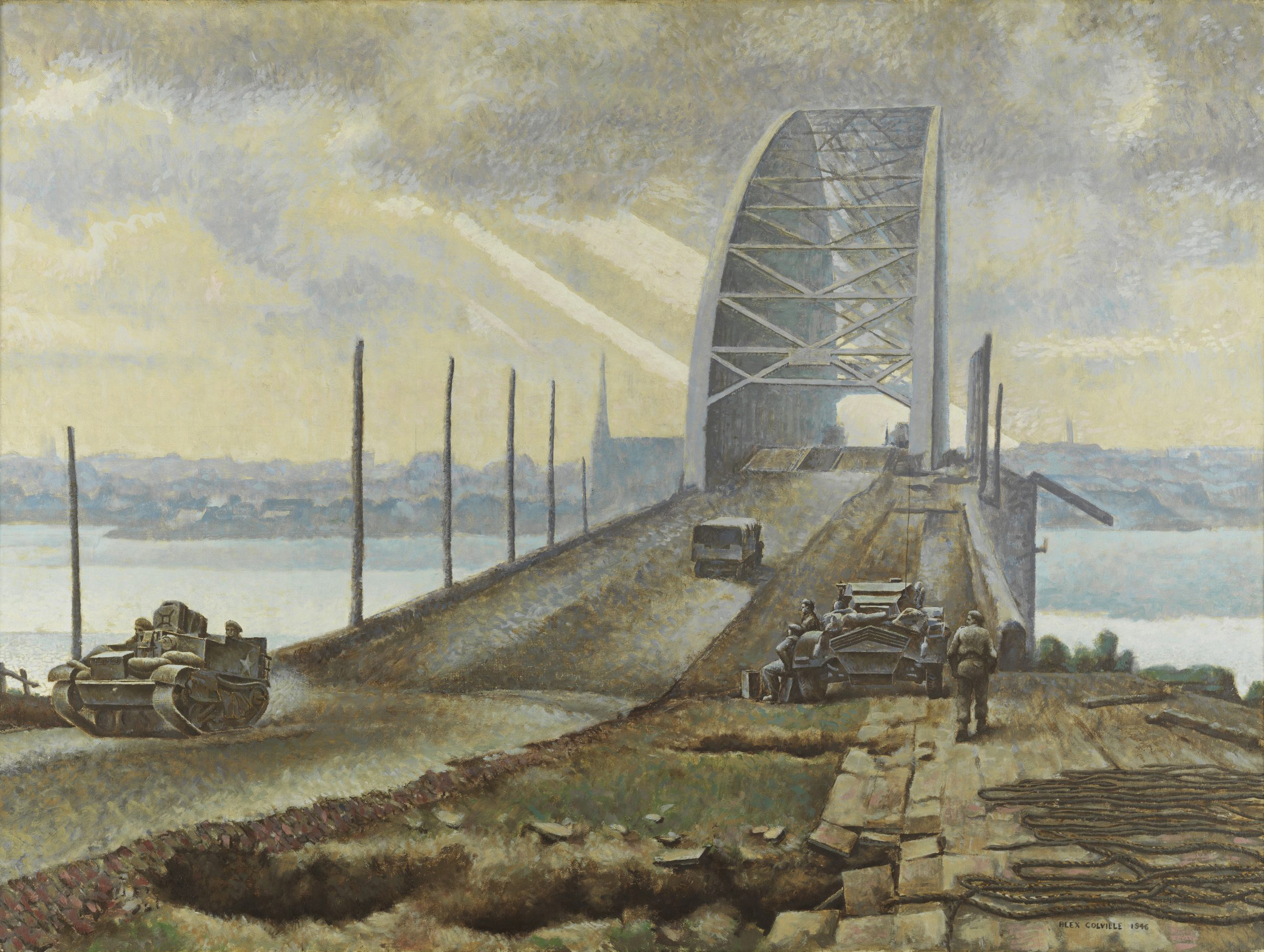
А. Колвілл. Неймегенський міст (олія, полотно, 1944)

Народився у 1920 році в Торонто. У 1929 році переїхав з батьками до Амхерста (Нова Шотландія). У 1938-1942 році навчався в Університеті Маунт-Еллісон (Нью-Брансуєк). В університеті познайомився з Родою Райт, на якій одружився в 1942. Після закінчення навчання був призваний на військову службу та направлений до Європи як офіційний фронтовий художник. У 1945 році повернувся до Канади і працював у Оттаві над картинами на основі своїх фронтових замальовок та акварелів до звільнення з армії у 1946 році. Після цього аж до 1963 року викладав образотворче мистецтво в університеті (альма-матер), поєднуючи цю роботу із художньою роботою, на якій повністю зосередився після 1963 року. З 1973 проживав у невеликому університетському місті Вулфвіллі (Нова Шотландія).
У 1950 році (полотно «Оголена і манекен») змінилася основна тема робіт Колвілла: замість військової тематики з цього часу його картини були присвячені повсякденному життю, що оточує художника, і включали портрети членів сім'ї, домашніх улюбленців, пейзажів навколо будинку тощо. При цьому Колвілл не обмежувався точною передачею дійсності, але надавав своїм полотнам емоційне забарвлення — часом радісне, часом тривожне. Об'єкти на його картинах характеризують містичним, загадковим флером, і критики зараховували Колвілла до представників магічного реалізму. Художній стиль Колвілла відрізняла довга і ретельна підготовча робота з безліччю підготовчих етюдів та геометричних схем, що передували початку роботи над самим полотном. Такий підхід обмежував кількість створюваних робіт: одночасно Колвілл працював лише над одним полотном і рідко створював більше трьох-чотирьох картин чи шовкографій на рік. Розвиток художника включав неодноразову зміну технік та образотворчих засобів: масляні фарби, темпера, суміш олійних фарб із синтетичною смолою, а після 1963 року — емульсійні акрилові полімери.
Перші виставки робіт Колвілла пройшли в 1952—1955 роках у нью-йоркській Художній галереї Х'юїта, пізніше він також мав виставки в Європі. Протягом 1950-х років сім його картин придбала Національна галерея Канади. У 1966 році він представляв Канаду на Венеціанській бієнале. У 1984 році перша ретроспектива творчості Колвілла пройшла в Художній галереї Онтаріо і в 1984-1985 роках відвідала Німеччину та Японію, в останній ставши першою виставкою сучасного канадського художника. Роботи, створені після 1984 року, були включені у 1994 році у велику персональну виставку в Монреальському музеї образотворчих мистецтв, а у 2000 році, до 80-річчя художника, велика ретроспективна виставка пройшла у Національній галереї Канади. Організована в 2003 році Художньою галереєю Нової Шотландії виставка робіт Колвілла, створених за попереднє десятиріччя, відвідала різні міста Канади.

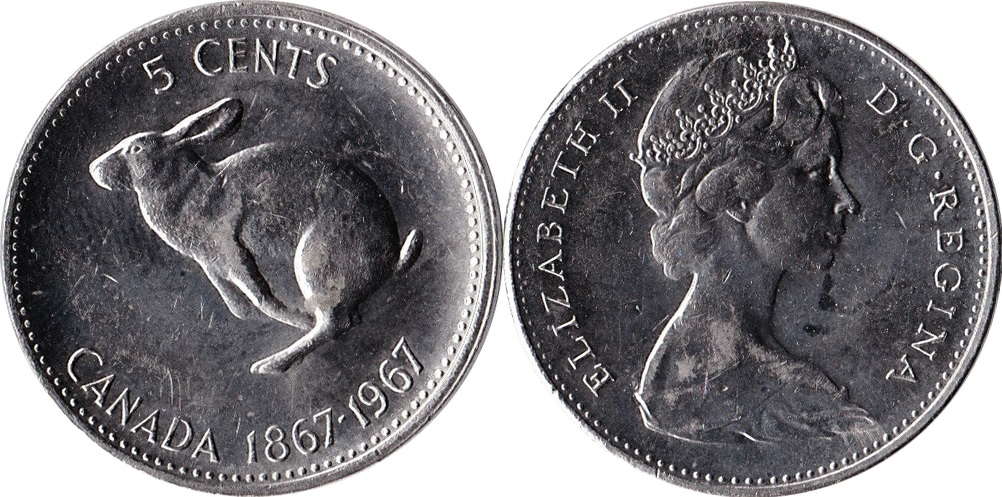
5-центова монета дизайну Колвіла

Крім живопису та шовкографії, Колвілл займався дизайном. За його проектами, зокрема, карбувалась серія ювілейних монет, випущених у 1967 році до 100-річчя Канади, а у 1978 році він став автором дизайну Медалі генерал-губернатора. У 1967 році викладав як запрошений професор у Каліфорнійському університеті в Санта-Крузі, пізніше протягом десяти років обіймав посаду канцлера Університету Акадія.

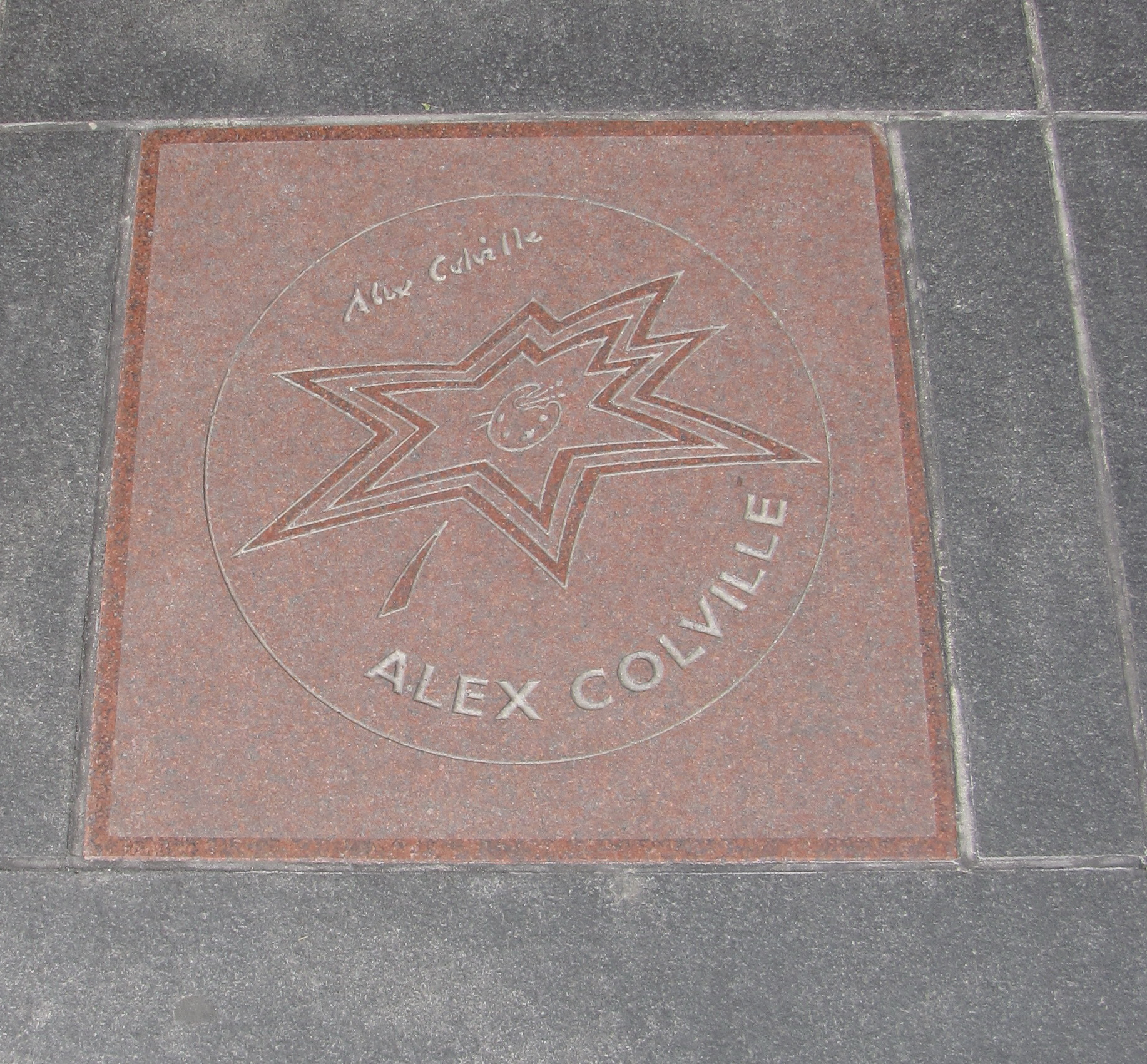
Зірка Алекса Колвілла, Алея слави Канади

У 1968 став офіцером ордена Канади, в 1982 підвищений до компаньйона ордена Канади — найвищий ступінь цієї нагороди. У 1974 році удостоєний премії Молсона від Ради Канади з мистецтва, а в 2003 році — Премії генерал-губернатора в галузі образотворчих мистецтв  . Цього ж року він став кавалером ордена Нової Шотландії. Художнику було присвоєно почесні вчені звання деяких вузів Канади, в тому числі Університету Акадія в 1975.
У шлюбі з Родою Райт у Колвілла було четверо дітей — троє синів (другий з яких, Джон, помер у 2012 році) та донька. Колвілл помер у віці 92 років влітку 2013 року, менш ніж на рік переживши дружину.